# Stanisław Ptak (aktor)
Stanisław Ptak (ur. 28 marca 1927 w Wągrowcu, zm. 30 czerwca 2002 w Katowicach) – polski aktor teatralny i filmowy oraz śpiewak operetkowy. Karierę aktorską zaczynał pod koniec lat 40. Występował w teatrach w Gnieźnie, Poznaniu, Teatrze Muzycznym w Gdyni, a w ostatnich latach życia związany z Teatrem Rozrywki w Chorzowie. Jako śpiewak operetkowy – baryton, występował w Operetkach w Gliwicach i Szczecinie. Uznawany za jednego z najlepszych śpiewaków operetkowych w Polsce. Był mężem artystki Barbary Ptak.

## Życiorys

### 1927–1948
Stanisław Ptak, najmłodszy z czworga synów Antoniny z domu Saitz i Adama Ptaka, absolwenta Szkoły Sztuk Pięknych w Warszawie, urodził się w Wągrowcu w Wielkopolsce, w rodzinie o tradycjach humanistycznych. Z rodzinnego domu wyniósł zamiłowanie do śpiewu.
Podjął studia prawnicze w Wyższej Szkole Morskiej w Gdyni i w Wyższej Szkole Wychowania Fizycznego w Poznaniu jednak zrezygnował z ukończenia ich. Wojna i okupacja hitlerowska w naturalny sposób przerwała edukację młodego Stanisława. Po wyzwoleniu zdał maturę w trybie eksternistycznym, prawdopodobnie w 1947 lub 1948 roku, pracując jako drukarz w „Głosie Wielkopolskim”. Równolegle uczęszczał na lekcje śpiewu do cieszącego się dużym uznaniem w Poznaniu prof. Wincentego Nowakowskiego, znanego z osiągnięć z zakresu impostacji.

### Gniezno – Poznań – Kraków
W latach 1949–1950 Stanisław Ptak zadebiutował tytułową rolą w „Amfitrionie” Plauta w gnieźnieńskim Teatrze Miejskim. Rok później słynny Wilam Horzyca zaangażował go do pracy w teatrach poznańskich, gdzie występował do 1953 roku. W Poznaniu spotkał między innymi Władysława Woźnika i Józefa Karbowskiego. W 1951 r. wstąpił w związek małżeński z Barbarą z domu Boruszak a dwa lata później zdał egzamin do Państwowej Wyższej Szkoły Teatralnej i Filmowej w Krakowie.

### Operetka Śląska w Gliwicach
W 1953 roku Stanisław Ptak przeniósł się do Gliwic, do świeżo powstałej (wówczas jeszcze funkcjonującej przy bytomskiej Operze) Operetki Gliwickiej. Debiutował tam rolą starca Atanasa w „Trembicie” Jurija Milutina. Na scenie występował w towarzystwie Marii Artykiewicz, Ireny Brodzińskiej, Beaty Artemskiej, Wandy Polańskiej, Aleksandra Sawina. Śpiewał w repertuarze Offenbacha, Kalmana, Straussa, Frimla, Mozarta, Dunajewskiego.
W tym czasie zetknął się również z Bohdanem Wodiczką, Witoldem Rowickim i Karolem Stryją. Najbardziej uhonorowaną rolą w dorobku Stanisława Ptaka była postać Don Kichota z musicalu „Człowiek z La Manchy” Mitcha Leigha i Joe Dariona, którego polska premiera miała miejsce w 1970 roku. Kreacja ta ugruntowała jego ogólnopolską sławę, przynosząc liczne nagrody. Dwadzieścia siedem lat później Stanisław Ptak powtórnie wcieli się w  postać błędnego rycerza, tym razem na scenie Teatru Rozrywki w Chorzowie.

### Teatr dramatyczny i estrada
Po okresie wczesnego terminowania (1949–53) w Teatrze Miejskim w Gnieźnie i Teatrze Polskim w Poznaniu, w 1977 roku został zaproszony przez  Kazimierza Kutza  do Teatru Śląskiego zagrał Rededy’ego w „Babałajkinie i spółce” Siergieja Michałkowa. Znaczące są również dokonania Ptaka w Teatrze Nowym w Zabrzu, gdzie za sprawą dyrektora Mieczysława Daszewskiego zagrał Stomila w „Tangu” Mrożka, a także w dwóch sztukach Aleksandra Fredry i w „Żołnierzu i bohaterze” Georga Bernarda Shawa. W 1970 roku został zaproszony na serię koncertów dla Polonii w USA i Kanadzie. Tournée zostało entuzjastycznie przyjęte i zaowocowało kolejnymi zaproszeniami do Wielkiej Brytanii, Francji, Niemiec, Australii i ponownie do USA oraz Kanady. Występował z Ireną Kwiatkowską, Agnieszką Kossakowską, Sławą Przybylską, Anną Seniuk, Haliną Kunicką, Igorem Śmiałowskim, Mariuszem Dmochowskim, Jerzym Połomskim i Lucjanem Kydryńskim. Wyjątkowym zdarzeniem był udział w prestiżowym Milwaukee Operetta Carnival w Stanach Zjednoczonych w 1973 roku, gdzie wystąpił w „Studencie żebraku” Karla Millöckera. Potwierdzeniem pozycji artysty na polskiej scenie muzycznej było zaproszenie Stanisława Ptaka na gościnne występy w Teatrze Muzycznym Roma w latach 1995–1998.

### Teatr Rozrywki
Stanisław Ptak rozpoczął współpracę z chorzowską sceną rozrywkową w 1987 roku gościnnymi występami w „Betlejem polskim” Lucjana Rydla. Najwybitniejsze kreacje stworzył w spektaklach: „Kaczo” Bogusława Schaeffera, „Skrzypek na dachu” Jerry’ego Bocka i „Człowiek z La Manchy” M. Leigha (za rolę Don Kichota otrzymał Złotą Maskę w 1998 roku).

## Role teatralne[1]
| Data                 | Rola                                          | Spektakl                      | Teatr                                        |
| -------------------- | --------------------------------------------- | ----------------------------- | -------------------------------------------- |
| 8 października 1949  | Amfitrion                                     | Amfitrion                     | Teatr Miejski Gniezno                        |
| 17 grudnia 1949      | Leander                                       | Szelmostwa Skapena            | Państwowy Teatr Gniezno                      |
| 18 marca 1950        | Rafał Lagena                                  | Dożywocie                     | Państwowy Teatr Gniezno                      |
| 22 lipca 1950        | Ralf                                          | Wiosna w Norwegii             | Państwowy Teatr Gniezno                      |
| 2 czerwca 1951       | Dyrektor                                      | Wodewil warszawski            | Teatry Dramatyczne (Komedia Muzyczna) Poznań |
| 14 listopada 1951    | Wincenty Michajłowicz Worobjew                | Niespokojna starość           | Teatry Dramatyczne (Teatr Polski) Poznań     |
| 5 lipca 1952         | Szczedry                                      | 4:0 dla ATK                   | Teatry Dramatyczne (Teatr Nowy) Poznań       |
| 23 stycznia 1954     | Książę                                        | Księżniczka czardasza         | Operetka Śląska w Gliwicach                  |
| 14 grudnia 1954      | Cezary Gall                                   | Swobodny wiatr                | Operetka Śląska w Gliwicach                  |
| 9 lipca 1955         | Frank                                         | Zemsta nietoperza             | Operetka Śląska w Gliwicach                  |
| 31 grudnia 1955      | Baron Konrad d’Aubrais                        | Cnotliwa Zuzanna              | Operetka Śląska w Gliwicach                  |
| 21 kwietnia 1956     | Emanuel Schikaneder                           | Dyrektor teatru               | Operetka Śląska w Gliwicach                  |
| 2 lipca 1956         | Jim                                           | Rose Marie                    | Operetka Śląska w Gliwicach                  |
| 8 czerwca 1957       | François Villon                               | Król włóczęgów                | Operetka Śląska w Gliwicach                  |
| 22 grudnia 1957      | Paweł Aubier                                  | Bal w Operze                  | Operetka Śląska w Gliwicach                  |
| 6 sierpnia 1958      | Pluton                                        | Orfeusz w piekle              | Teatr Muzyczny Gdańsk                        |
| 11 marca 1959        | Ganimed                                       | Piękna Galatea                | Teatr Muzyczny Gdynia                        |
| 9 grudnia 1959       | Juan Damigo                                   | Clivia                        | Operetka Śląska w Gliwicach                  |
| 23 kwietnia 1960     | Hektor Persichetti                            | Dobranoc Bettino              | Operetka Śląska w Gliwicach                  |
| 22 października 1960 | Major                                         | Nitouche Herve                | Operetka Śląska w Gliwicach                  |
| 16 maja 1961         | Paweł                                         | Rozkoszna dziewczyna          | Operetka Szczecin                            |
| 3 lipca 1965         | D’Artagnan                                    | Trzej muszkieterowie          | Operetka Śląska w Gliwicach                  |
| 9 grudnia 1967       | Książę Lewan Paławandeszwili                  | Keto i Kote                   | Operetka Śląska w Gliwicach                  |
| 26 czerwca 1970      | Rudi Engerling                                | Hrabia Luksemburg             | Operetka Śląska w Gliwicach                  |
| 18 grudnia 1970      | Miguel de Cervantes – Don Kichote             | Człowiek z La Manchy          | Operetka Śląska w Gliwicach                  |
| 23 czerwca 1972      | Horacy Vandergelder                           | Hello, Dolly!                 | Operetka Śląska w Gliwicach                  |
| 30 marca 1973        | Johnny Graham                                 | Szalona dziewczyna            | Operetka Śląska w Gliwicach                  |
| 29 marca 1974        | Rajstop                                       | Róża Stambułu                 | Operetka Śląska w Gliwicach                  |
| 14 lutego 1976       | Baron Konrad d’Aubrais                        | Cnotliwa Zuzanna              | Operetka Śląska w Gliwicach                  |
| 12 lutego 1977       | Obolski                                       | Fajerwerk                     | Operetka Śląska w Gliwicach                  |
| 27 maja 1977         | Daniłło                                       | Wesoła wdówka                 | Operetka Śląska w Gliwicach                  |
| 15 października 1977 | Piorunowicz                                   | Klub kawalerów                | Operetka Śląska w Gliwicach                  |
| 18 lutego 1978       | Larivaudier                                   | Córka pani Angot              | Operetka Śląska w Gliwicach                  |
| 23 lutego 1979       | Jan Zaremba                                   | Polska krew                   | Operetka Śląska w Gliwicach                  |
| 28 grudnia 1985      | Stomil                                        | Tango                         | Teatr Nowy w Zabrzu                          |
| 21 czerwca 1986      | Kapka (gościnnie)                             | Odludki i poeta               | Teatr Nowy w Zabrzu                          |
| 21 czerwca 1986      | Pan Jan Zrzęda (gościnnie)                    | Zrzędność i przekora          | Teatr Nowy w Zabrzu                          |
| 12 grudnia 1987      | Arcykapłan, Dziad, Jędrek-Mędrek, Kolendziorz | Betlejem polskie              | Teatr Rozrywki w Chorzowie                   |
| 26 czerwca 1989      | Boni Kancsianu (gościnnie)                    | fkl                           | Opera Śląska Bytom                           |
| 24 marca 1990        | Jonathan Peachum (gościnnie)                  | Opera za trzy grosze          | Teatr Rozrywki w Chorzowie                   |
| 6 grudnia 1991       | Profesor Cudek – Czarodziej z Oz              | Czarodziej z krainy Oz        | Teatr Rozrywki w Chorzowie                   |
| 18 września 1992     | Herr Rudolf Schultz                           | Cabaret                       | Teatr Rozrywki w Chorzowie                   |
| 25 listopada 1992    | Kierownik grupy                               | Łotrzyce                      | Teatr Rozrywki w Chorzowie                   |
| 30 stycznia 1993     | Pan 1                                         | Duże z pianką                 | Teatr Rozrywki w Chorzowie                   |
| 28 listopada 1993    | Tewje Mleczarz                                | Skrzypek na dachu             | Teatr Rozrywki w Chorzowie                   |
| 12 lutego 1994       | Mateusz Cuthbert                              | Ania z Zielonego Wzgórza      | Teatr Rozrywki w Chorzowie                   |
| 15 stycznia 1995     | Kacper, Szlachcic                             | Pastorałka                    | Teatr Rozrywki w Chorzowie                   |
| 17 kwietnia 1995     | Frank                                         | Zemsta nietoperza             | Teatr Muzyczny „Roma” w Warszawie            |
| 15 sierpnia 1995     | Stryj Beniamin                                | Błękitny zamek                | Teatr Muzyczny „Roma” w Warszawie            |
| 16 listopada 1996    | Profesor Robaczek                             | Ptasznik                      | Teatr Muzyczny „Roma” w Warszawie            |
| 15 marca 1997        | Miguel de Cervantes – Don Kichote             | Człowiek z La Manchy          | Teatr Rozrywki w Chorzowie                   |
| 30 listopada 1997    | Naczelnik więzienia                           | Pocałunek kobiety-pająka      | Teatr Rozrywki w Chorzowie                   |
| marzec 1998          | Elf, Filostrat                                | Sen nocy letniej              | Teatr Rozrywki w Chorzowie                   |
| 18 października 1998 | Jowisz                                        | Orfeusz w piekle              | Teatr Miejski w Gliwicach                    |
| 12 czerwca 1999      | Everet Scott                                  | The Rocky Horror Show         | Teatr Rozrywki w Chorzowie                   |
| 15 września 2000     | Robaczek                                      | Ptasznik z Tyrolu             | Teatr Miejski w Gliwicach                    |
| 18 marca 2001        | Mr Andrew                                     | W 80 dni dookoła świata po... | Teatr Rozrywki w Chorzowie                   |
| 30 marca 2001        | Pierrot                                       | Ballada o sześciu lustrach    | Teatr Miejski w Gliwicach                    |

## Filmografia
- 1962: Drugi brzeg – więzień kryminalny
- 1977: Okrągły tydzień – ojciec Gustlika
- 1980: Królowa Bona – Mikołaj Dzierzgowski, prymas Polski (odc. 6, 9-11)
- 1980: Misja – minister rzeszy (odc. 2)
- 1980: Polonia Restituta
- 1982: Epitafium dla Barbary Radziwiłłówny
- 1982: Polonia Restituta – czytający rozkaz generała Hallera (odc. 7)
- 1986: Biała wizytówka (odc. 6)
- 1995: Opowieść o Józefie Szwejku i jego najjaśniejszej epoce
- 1996: Opowieść o Józefie Szwejku i jego drodze na front – Grunstein (odc. 1 i 6)
- 1999: Przygody dobrego wojaka Szwejka

## Nagrody i nominacje
| Rok               | Nagroda                                                             | Za                                                                                              | Wynik   |
| ----------------- | ------------------------------------------------------------------- | ----------------------------------------------------------------------------------------------- | ------- |
| 20 listopada 1971 | Nagroda Wojewódzka                                                  | Za kreacje aktorskie na Scenie Państwowej Operetki Śląskiej w Gliwicach                         | Wygrana |
| 22 lipca 1973     | Nagroda III Stopnia                                                 | Za Twórczość Artystyczną w Dziedzinie Wokalistyki za rolę Don Kichota w „Człowieku z La Manchy” | Wygrana |
| 5 sierpnia 1973   | Księga Zasłużonych                                                  | Za Zasługi i Osiągnięcia w Pracy Artystycznej w Województwie Katowickim                         | Wygrana |
| 1978              | Złota Maska                                                         | Dla najpopularniejszego Aktora Województwa Katowickiego                                         | Wygrana |
| 22 lipca 1979     | Nagroda Wojewódzka W Dziedzinie Kultury, Sztuki, Nauki 35-lecia PRL |                                                                                                 | Wygrana |
| 27 marca 1986     | Złota Maska                                                         | Za gościnne występy w Teatrze Nowym w Zabrzu, w roli Stomila w „Tangu” Stanisława Mrożka        | Wygrana |
| 1994              | Złota Maska                                                         | Za rolę Tewiego Mleczarza w „Skrzypku na dachu”                                                 | Wygrana |
| 27 marca 1998     | Złota Maska                                                         | Za kreacje w roli „Człowieka z La Manchy” w Teatrze Rozrywki w Chorzowie                        | Wygrana |

## Odznaczenia
- 28 lutego 1955 – Medal 10-lecia Polski Ludowej
- 21 III 1964 – Złota Odznaka Zasłużonego w Rozwoju Kultury Województwa Katowickiego
- 29 X 1970 – Odznaka 25-Lecia za Szczególne Zasługi dla Miasta Gliwic
- 13 kwietnia 1977 – Krzyż Kawalerski Orderu Odrodzenia Polski
- 22 maja 1973 – Krzyż zasługi
- 22 lipca 1974 – Medal 30-lecia Polski Ludowej
- 1978 – Złota Honorowa Odznaka Klubów Oficerów Rezerwy
- 22 lipca 1984 – Medal 40-lecia Polski Ludowej
- 10 X 1997 – Zasłużony Działacz Kultury

## Muzeum Barbary i Stanisława Ptaków
Muzeum Barbary i Stanisława Ptaków to ekspozycja stała Oddziału Teatralno-Filmowego Muzeum Historii Katowic mieszcząca się w byłym mieszkaniu państwa Ptaków. W zbiorach znajdują się pamiątki oraz dokumentacja życia zarówno artystycznego, jak i prywatnego Stanisława Ptaka. Można tam oglądać fotografie, kostiumy sceniczne (m.in. dwie zbroje zaprojektowane do musicalu „Człowiek z La Manchy”, w którym wystąpił Stanisław Ptak), plakaty, nagrody, wyróżnienia oraz wiele innych przedmiotówk zgromadzonych przez lata przez tę parę artystów.